# Thomas Flanagan
Thomas Flanagan (Greenwich, 5 novembre 1923 – Berkeley, 21 marzo 2002) è stato uno scrittore statunitense.
Oltre a un romanziere di successo, fu professore di letteratura inglese, specializzato in letteratura irlandese. 
Laureatosi nel 1945 all'Amherst College, fu professore di ruolo presso il dipartimento di lingua inglese della Stony Brook University di New York, ruolo che mantenne fino al pensionamento.
Nel 1979 vinse il National Book Critics Circle Award con il romanzo L'anno del francese.
Morì a Berkeley nel 2002 all'età di 78 anni. I suoi scritti sono conservati negli archivi speciali dell'Amherst College.